# 侧板蟹
侧板蟹（学名：Petalomera lateralis）为绵蟹科板蟹属的动物。分布于日本、澳大利亚、新西兰，包括南海等海域，多栖息于海水。